# Эмпатия
Эмпа́тия (греч. ἐν — «в» + греч. πάθος — «страсть», «страдание», «сострадание», «чувство», «сочувствие») — осознанное сопереживание текущему эмоциональному состоянию другого человека без потери ощущения происхождения этого переживания. Соответственно эмпа́т — это человек с развитой способностью к эмпатии.

## Содержание и границы понятия
Слово «эмпатия» не имеет связи с какими-либо определёнными эмоциями (как, например, в случае со словом «сострадание») и в равной мере применяется для обозначения сопереживания любым эмоциональным состояниям.
Значение термина может несколько различаться в зависимости от контекста. Так, в медицине эмпатией часто называют то, что в психологии называется «эмпатическим слушанием» — понимание эмоционального состояния другого человека и демонстрация этого понимания. Например, при опросе пациента врачом проявление эмпатии означает, во-первых, понимание слов, чувств и жестов пациента, а во-вторых, такое проявление этого понимания, что пациенту становится ясно, что врач осознаёт его переживания. Таким образом, акцент делается на объективной стороне процесса, а обладание навыком эмпатии означает способность собрать информацию о мыслях и чувствах пациента. Цель такого эмпатического слушания — дать понять пациенту, что его слушают, и поощрить его к более полному выражению чувств, позволив врачу, в свою очередь, составить более полное представление по теме рассказа.
С точки зрения психологии способность к эмпатии считается нормой. Существуют методики выявления у людей уровня способности к эмпатии и даже отдельных аспектов этой способности. Диапазон проявления эмпатии варьируется достаточно широко: от лёгкого эмоционального отклика, до полного погружения в мир чувств партнёра по общению. Считается, что эмпатия происходит за счёт эмоционального реагирования на воспринимаемые внешние, часто почти незаметные, проявления эмоционального состояния другого человека — поступков, речи, мимических реакций, жестов и так далее.
Ряд исследователей подчёркивает в эмпатии тот аспект, что эмпатирующий осознаёт, что чувства, которые он испытывает, являются отражением чувств партнёра по общению. Если этого не происходит, то такой процесс, с их точки зрения, является не эмпатией, а, скорее, идентификацией с собеседником. Именно способность понимать, что текущие чувства отражают состояние другого человека, позволяет эмпатирующему использовать эту способность для более глубокого понимания партнёра, и различать свои индивидуальные эмоции с теми, что возникли в ответ на эмоции партнёра.
В фантастических произведениях способность к эмпатии часто связывается (в разной степени) с теми или иными проявлениями экстрасенсорики, которые доступны не всем людям. В основном, описанная там эмпатия больше всего похожа на эмоциональную телепатию и может включать в себя способность воспринимать эмоциональные состояния «напрямую», даже без контакта с человеком, способность транслировать эмоциональные состояния, и многое другое. В реальности существование подобных форм эмпатии научно не подтверждено — экспериментальные попытки их обнаружить либо проваливались, либо такие эксперименты не удавалось повторить с прежним результатом.

## Виды эмпатии
Выделяют следующие виды эмпатии:
- Эмоциональная эмпатия, основанная на механизмах проекции и подражания моторным и аффективным реакциям другого человека.
- Когнитивная эмпатия базируется на интеллектуальных процессах — сравнение, аналогия и т. п.[a]

В качестве особых форм эмпатии выделяют сопереживание и сочувствие:
- Сопереживание — это переживание субъектом тех же эмоциональных состояний, которые испытывает другой человек, через отождествление с ним.
- Сочувствие — один из социальных аспектов эмпатии, формализованная форма выражения своего состояния по поводу переживаний другого человека[10].

## Этимология
Термин «эмпатия» введён Эдвардом Титченером, который калькировал немецкое слово Einfühlung, использованное в 1885 году Теодором Липпсом в контексте теории воздействия искусства.  Соответствует немецкому Einfühlung — вчувствование, что, наверное, является наиболее точным переводом этого понятия на русский язык.
Одно из первых определений эмпатии сделано в 1905 году Зигмундом Фрейдом: «Мы учитываем психическое состояние пациента, ставим себя в это состояние и стараемся понять его, сравнивая его со своим собственным».

## В профессиональной деятельности
Развитая способность к эмпатии является профессионально важным качеством для людей, чья работа непосредственно связана с людьми (сиделки, чиновники, руководители, продавцы, менеджеры персонала, педагоги, психологи, психотерапевты и другие).
Для психотерапевтов развитая способность к эмпатии оказалась достаточно важной, чтобы была разработана техника эмпатического слушания, помогающая понимать эмоциональное состояние собеседника.

## Физиологические аспекты
Активность мозга, отражающую состояние и действия других существ, часто описывают как активность зеркальных нейронов. Эти нейроны были впервые зарегистрированы в начале 1990-х годов в премоторной коре обезьян итальянскими учёными Риццолатти, Галлезе и их коллегами из Пармского университета. Высказываются предположения, что зеркальные нейроны также участвуют в нейрофизиологических механизмах эмпатии. Об этом ниже.
Если рассматривать эмпатию с точки зрения нейрофизиологии, то способность сопереживать связана с гипоталамусом и поясной извилиной головного мозга человека и характеризуется нижней лобной извилиной и островком. Эмпатия "запускается" при наличии видеоспецифических, звуковых или обонятельных ("феромоны страха") сигналов. Когда же происходит реакция на боль, испытываемую другим человеком, активируются зрительные нейроны в миндалине, центральном сером веществе среднего мозга и поясной извилине. Интересен тот факт, что эта способность усиливается на фоне существующей привязанности. Иными словами, человек выражает бо́льшую эмпатию родным, знакомым, чем людям, которых не знает или впервые видит.
Согласно классификации потребностей по Симонову, сопереживание относится к зоосоциальным потребностям человека.

## Клинические аспекты
Люди, страдающие алекситимией, имеют очень ограниченные способности к эмпатии, так как затрудняются различать даже свои обычные эмоции.

## Способы измерения в психологии
Существует несколько опросников для измерения эмпатии. Наиболее современными являются «Empathy Quotient», разработанный в 2004 году С. Бароном-Коэном и С. Уилрайт и его перевод «Уровень сопереживания», приспособленный к русскоязычным выборкам В. Косоноговым.